# El tesoro de Arne

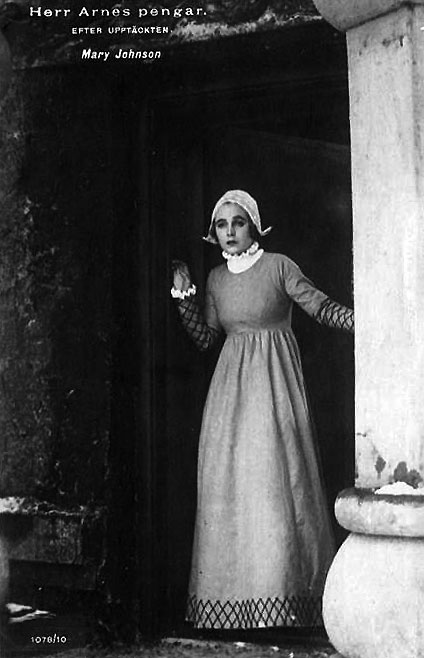
Johnson en una escena de la película

El tesoro de Arne (en sueco: Herr Arnes pengar) es una película sueca de drama criminal de 1919 dirigida por Mauritz Stiller y protagonizada por Richard Lund, Hjalmar Selander, Concordia Selander y Mary Johnson. Está basada en la novela El tesoro de Selma Lagerlöf, publicada originalmente en 1903. La historia tiene lugar en la costa oeste sueca durante el siglo XVI y gira en torno a un mercenario escocés que asesina a una familia adinerada en busca de tesoros, solo para, sin saberlo, comenzar una relación con la hija sobreviviente de la familia.

## Sinopsis
Tras descubrir una conspiración entre sus mercenarios escoceses, el rey Juan III de Suecia les ordena abandonar el país y encarcela a sus comandantes. Sir Archie, Sir Filip y Sir Donald, tres de los comandantes encarcelados, logran escapar y huir a Marstrand, entonces bajo el dominio danés, con la esperanza de poder regresar a Escocia.
Sir Arne de Solberga se presenta como un hombre rico que se dice que está bajo una maldición. Se dice que su tesoro fue saqueado de los monasterios durante la reforma protestante y, según las premoniciones, algún día será su perdición. Mientras cena, la esposa de Arne tiene una premonición en la que tres pícaros están afilando cuchillos muy largos cerca, pero no se la toma en serio. Sin embargo, por la noche, los tres escoceses entran en la mansión de la familia, los asesinan, roban el cofre del tesoro de Sir Arne y queman el edificio. La única superviviente es la hija Elsalill.
Elsalill es atendida por un pescador que la deja vivir con él en Marstrand, donde también han llegado los oficiales escoceses y esperan a que se rompa el hielo para poder zarpar. Eslalill se encuentra con Sir Archie y ambos se enamoran sin reconocerse. Al final, sin embargo, Elsalill escucha una conversación entre los escoceses y entiende quiénes son. Ella denuncia a los criminales, pero están respaldados por otros exmercenarios que también esperan que salga el primer barco, y la situación se vuelve violenta. Entre los combates, Elsalill, conmocionado emocionalmente, busca a Sir Archie, quien lamenta profundamente su crimen, pero en la agitación en curso, Elsalill resulta herida de muerte cuando Sir Archie usa su cuerpo como escudo para protegerlo de los guardias que intentan matarlo.
Sir Archie escapa al barco congelado con el cadáver de Elsalill. Sin embargo, el hielo aún no se rompe y, según la tradición de los marineros, se debe a que hay malhechores a bordo. Los tres oficiales pronto son identificados y arrojados fuera del barco. Una larga procesión marcha sobre el hielo para recoger el cuerpo de Elsalill y traerlo de vuelta a tierra.

## Reparto
- Richard Lund como Sir Archie;
- Mary Johnson como Elsalill;
- Hjalmar Selander como Sir Arne;
- Concordia Selander como la esposa de Sir Arne;
- Wanda Rothgardt como Berghild;
- Axel Nilsson como Torarin;
- Erik Stocklassa como Sir Filip;
- Bror Berger como Sir Donald.

## Producción
El primer plan para una adaptación cinematográfica de El tesoro de Selma Lagerlöf en Svenska Biografteatern, la productora dominante en Suecia durante la era del cine mudo, fue en 1915, pero fracasó. En 1917 se estrenó una adaptación teatral de la historia en el Deutsches Theater de Berlín y se recibió una oferta de una compañía cinematográfica alemana que quería adaptarla. Después de que la obra se representara en Gotemburgo al año siguiente, Svenska Biografteatern decidió seguir adelante y producir la película ellos mismos. El guion de Mauritz Stiller y Gustaf Molander se diferencia de la novela en que cuenta la historia en un orden cronológico más estricto e incorpora algunos detalles que se introdujeron en la obra alemana. Stiller también optó por atenuar los elementos sobrenaturales de la historia.
El rodaje tuvo lugar del 12 de febrero al 10 de mayo de 1919, en el área de estudio de Svenska Filmbiografen, más tarde AB Svensk Filmindustri, en Lidingö, Estocolmo, donde se habían reconstruido los callejones de Marstrand. Se rodaron otras escenas exteriores en la zona cercana de Lidingö y Lilla Värtan, así como en los alrededores de Furusund, en el archipiélago de Estocolmo, donde el barco había quedado congelado durante el invierno. Algunos rodajes se realizaron más al norte, en Skutskär, y alrededor de Sollefteå, en Ångermanland.
La película contó con intertítulos escritos a mano por Alva Lundin y fue la primera película en utilizar sus títulos artísticos.

## Otras adaptaciones
Existen otras dos adaptaciones cinematográficas de la historia. En 1954 Gustaf Molander dirigió otra versión sueca. En 1967 se realizó un cortometraje de animación checoslovaco dirigido por Václav Bedřich.